# هيتوغراف

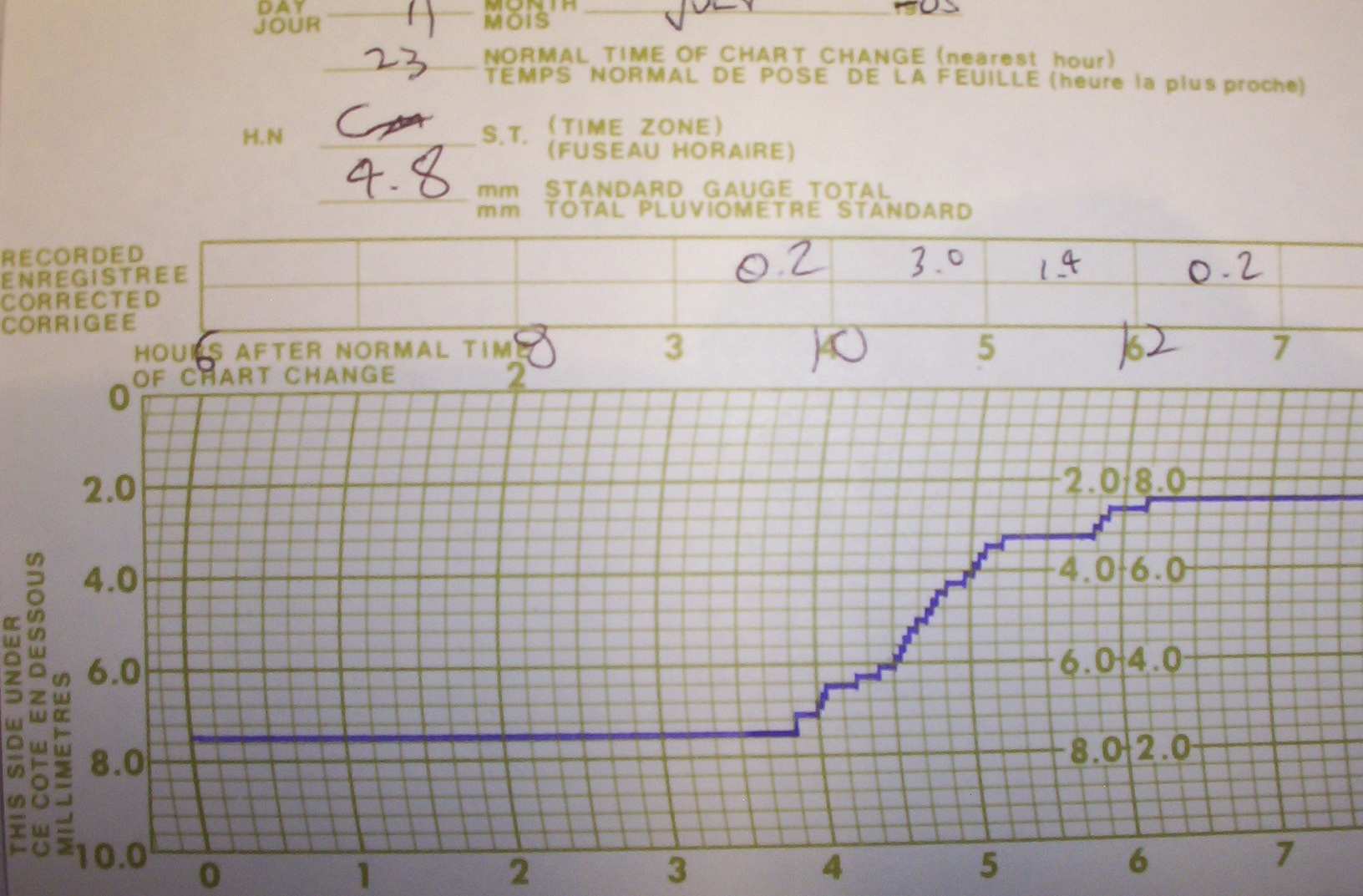

هيتوغراف  (Hyetograph) جهاز قياس وتسجيل كمية المطر آلياً (مسجل مطر).
تظهر النتائج على شكل بياني يمثل توزع الأمطار السنوية وتغيراتها في منطقة ما، بحيث يمثل المحور الأفقي الأشهر أو السنوات، بينما يمثل المحور الشاقولي كمية الأمطار.

## المصدر
- المعجم الجغرافي المناخي